# Oscar za najbolju originalnu priču
Oscar za najbolju originalnu priču (eng. Academy Award for Best Story) dodjeljivao se do 1957. godine, kada je konačno zamijenjen Oscarom za najbolji originalni scenarij, koji je uveden 1940.

## Dobitnici i nominirani

### 1920-e
| Godina      | Film Dobitnik            | Nominirani                        |
| ----------- | ------------------------ | --------------------------------- |
| 1927./1928. | Podzemlje – Ben Hecht    | Posljednja zapovijed – Lajos Biró |
| 1928./1929. | nagrada nije dodijeljena |                                   |

### 1930-e
| Godina      | Film Dobitnik                                       | Nominirani |
| ----------- | --------------------------------------------------- | --- |
| 1929./1930. | nagrada nije dodijeljena                            | |
| 1930./1931. | Patrola u zoru – John Monk Saunders                 | Vrata pakla – Rowland Brown Laughter – Harry D'Arrast, Douglas Doty, Donald Stewart Državni neprijatelj – John Bright, Kubec Glasmon Smart Money – Lucien Hubbard, Joseph Jackson     |
| 1931./1932. | Šampion – Frances Marion                            | Lady and Gent – Grover Jones, William Slavens McNutt Star Witness – Lucien Hubbard What Price Hollywood? – Adela St. John, Jane Murfin                                                |
| 1932./1933. | One Way Passage – Robert Lord                       | The Prizefighter and the Lady – Frances Marion Rasputin and the Empress – Charles MacArthur                                                                                           |
| 1934.       | Manhattan Melodrama – Arthur Caesar                 | Hide Out – Mauri Grashin The Richest Girl in the World – Norman Krasna |
| 1935.       | The Scoundrel – Ben Hecht, Charles MacArthur        | The Gay Deception – Stephen Avery, Don Hartman Rat gangsterima – Darryl F. Zanuck |
| 1936.       | Louis Pasteur – Pierre Collings, Sheridan Gibney    | Zakon linča – Norman Krasna Veliki Ziegfeld – William McGuire San Francisco – Robert Hopkins Tri pametne djevojke – Adele Commandini                                                  |
| 1937.       | Zvijezda je rođena – Robert Carson, William Wellman | Black Legion – Robert Lord U starom Chicagu – Niven Busch Život Emila Zole – Heinz Herald, Geza Herczeg Sto muškaraca i djevojka – Hans Kraly                                         |
| 1938.       | Grad dječaka – Eleanore Griffin, Dore Schary        | Alexanderov ragtime bend – Irving Berlin Anđeli garava lica – Rowland Brown Opsada – John Howard Lawson Ludi za glazbom – Marcella Burke, Frederick Kohner Pokusni pilot – Frank Wead |
| 1939.       | Gospodin Smith ide u Washington – Lewis R. Foster   | Neženjina majka – Felix Jackson Ljubavna afera – Mildred Cram, Leo McCarey Ninočka – Melchior Lengyel Mladi g. Lincoln – Lamar Trotti                                                 |

### 1940-e
| Godina | Film Dobitnik                                | Nominirani |
| ------ | -------------------------------------------- | --- |
| 1940.  | Arise, My Love – Benjamin Glazer, John Toldy | Comrade X – Walter Reisch Edison, the Man – Hugo Butler, Dore Schary Moja omiljena supruga – Leo McCarey, Samuel Spewack, Bella Spewack Zapadnjak – Stuart N. Lake                                                        |
| 1941.  | Dolazi g. Jordan – Harry Segall              | Vatrena kugla – Thomas Monroe, Billy Wilder Lady Eve – Monckton Hoffe Upoznajte Johna Doea – Richard Connell, Robert Presnell Noćni vlak za München – Gordon Wellesley                                                    |
| 1942.  | 49. paralela – Emeric Pressburger            | Holiday Inn – Irving Berlin Ponos Jenkija – Paul Gallico Gradska šaputanja – Sidney Harmon Yankee Doodle Dandy – Robert Buckner                                                                                           |
| 1943.  | Ljudska komedija – William Saroyan           | Akcija na Sjevernom Atlantiku – Guy Gilpatric Pravac Tokio – Steve Fisher Što brojniji, to veseliji – Frank Ross, Robert Russell Sjenka sumnje – Gordon McDonell                                                          |
| 1944.  | Idući svojim putem – Leo McCarey             | Momak zvan Joe – David Boehm, Chandler Sprague Čamac za spašavanje – John Steinbeck None Shall Escape – Alfred Neumann, Joseph Than The Sullivans – Edward Doherty, Jules Schermer                                        |
| 1945.  | Kuća u 92. ulici – Charles G. Booth          | The Affairs of Susan – Laszlo Gorog, Thomas Monroe Odličje za Bennyja – John Steinbeck, Jack Wagner Cilj Burma – Alvah Bessie Pjesma za pamćenje – Ernst Marischka                                                        |
| 1946.  | Odmor od braka – Clemence Dane               | Tamno zrcalo – Vladimir Pozner Neobična ljubav Marthe Ivers – Jack Patrick Stranac – Victor Trivas Svakom svoje – Charles Brackett                                                                                        |
| 1947.  | Čudo u 34. ulici – Valentine Davies          | A Cage of Nightingales – Georges Chaperot, René Wheeler Dogodilo se na 5. aveniji – Herbert Clyde Lewis, Frederick Stephani Poljubac smrti – Eleazar Lipsky Smash-Up, the Story of a Woman – Frank Cavett, Dorothy Parker |
| 1948.  | Potraga – Richard Schweizer, David Wechsler  | Priča iz Louisiane – Robert J. Flaherty, Frances H. Flaherty Goli grad – Malvin Wald Crvena rijeka – Borden Chase Crvene cipelice – Emeric Pressburger                                                                    |
| 1949.  | Priča o Strattonu – Douglas Morrow           | Pridružite se stadu – Clare Luce It Happens Every Spring – Valentine Davies, Shirley Smith Pijesak Iwo Jime – Harry Brown Usijanje – Virginia Kellogg                                                                     |

### 1950-e
| Godina | Film Dobitnik                                                                  | Nominirani |
| ------ | ------------------------------------------------------------------------------ | --- |
| 1950.  | Panika na ulicama – Edna Anhalt, Edward Anhalt                                 | Gorka riža – Giuseppe De Santis, Carlo Lizzani Revolveraš – William Bowers, Andre de Toth Tajanstvena ulica – Leonard Spigelglass When Willie Comes Marching Home – Sy Gomberg                                                  |
| 1951.  | Sedam dana do podneva – James Bernard, Paul Dehn                               | The Frogmen – Oscar Millard Dolazi mladoženja – Liam O'Brien, Robert Riskin Dama i borac s bikovima – Budd Boetticher, Ray Nazarro Teresa – Alfred Hayes, Stewart Stern                                                         |
| 1952.  | Najveća predstava na svijetu – Frank Cavett, Frederic Frank, Theodore St. John | My Son John – Leo McCarey Uski prolaz – Martin Goldsmith, Jack Leonard The Pride of St. Louis – Guy Trosper Snajper – Edward Anhalt, Edna Anhalt                                                                                |
| 1953.  | Praznik u Rimu – Dalton Trumbo                                                 | Above and Beyond – Beirne Lay The Captain's Paradise – Alec Coppel Hondo – Louis L'Amour Mali bjegunac – Ray Ashley, Morris Engel, Ruth Orkin                                                                                   |
| 1954.  | Slomljeno koplje – Philip Yordan                                               | Kruh, ljubav i fantazija – Ettore Margadonna Zabranjene igre – Francois Boyer Ljudi noći – Jed Harris, Tom Reed Nema biznisa do šoubiznisa – Lamar Trotti                                                                       |
| 1955.  | Voli me ili ostavi – Daniel Fuchs                                              | Privatni rat bojnika Bensona – Joe Connelly, Bob Mosher Buntovnik bez razloga – Nicholas Ray Le Mouton a Cinq Pattes – Jean Marsan, Henri Troyat, Jacques Perret, Henri Verneuil, Raoul Ploquin Zrakoplovni stožer – Beirne Lay |
| 1956.  | The Brave One – Dalton Trumbo                                                  | Priča o Eddyju Duchinu – Leo Katcher Visoko društvo – Edward Burnds, Elwood Ullman Ponosni – Jean-Paul Sartre Umberto D – Cesare Zavattini                                                                                      |

## Vanjske poveznice
- Scenariji nagrađeni Oscarom 1928. – 2005.